# Oznaka (logika)
Oznaka (symptom, objaw, wskaźnik) – rzecz lub zjawisko x, dzięki któremu można wnosić o obecności rzeczy lub zjawiska y. Więź między rzeczą lub zjawiskiem x a rzeczą lub zjawiskiem y ma przy tym charakter naturalny, co odróżnia oznaki od znaków, które mają charakter konwencjonalny. Tak np. dym jest (na mocy związku naturalnego) oznaką ognia, znaki dymne są natomiast znakami, jako że przypisane jest im pewne konwencjonalne znaczenie.
Odmienne ujęcie pojęć "oznaki" i "symptomu", zakładające szersze rozumienie "znaku", przedstawia Jacek Jadacki. W terminologii Jadackiego wszelkie znaki dzielą się na sygnały - znaki intencjonalne, i sygnifikatory - znaki naturalne. Wśród sygnifikatorów wyróżnić można znaki stale współwystępujące ze swoim desygnatem, znaki stanowiące przyczynę swojego desygnatu (a także znaki stanowiące skutek swojego desygnatu lub mające wspólną przyczynę ze swoim desygnatem) oraz znaki podobne do swojego desygnatu. Właśnie te znaki naturalne, które są związane ze swoimi desygnatami związkiem przyczynowo-skutkowym, Jadacki nazywa oznakami lub znakami kauzalnymi. Symptomami natomiast Jadacki nazywa znaki nie posiadające nadawcy.